# Estadi Ryavallen
L'Estadi Ryavallen és un estadi esportiu de la ciutat de Borås, a Suècia.
Va ser inaugurat el 17 d'agost de 1941 i va ser seu de la Copa del Món de Futbol de 1958. Fou la seu del club IF Elfsborg entre els anys 1941 i 2004. El 2005 passà a jugar al nou Borås Arena i Ryavallen esdevingué seu del club Norrby IF.
A data de 2016, la seva capacitat era de 12.000 espectadors.

## Galeria

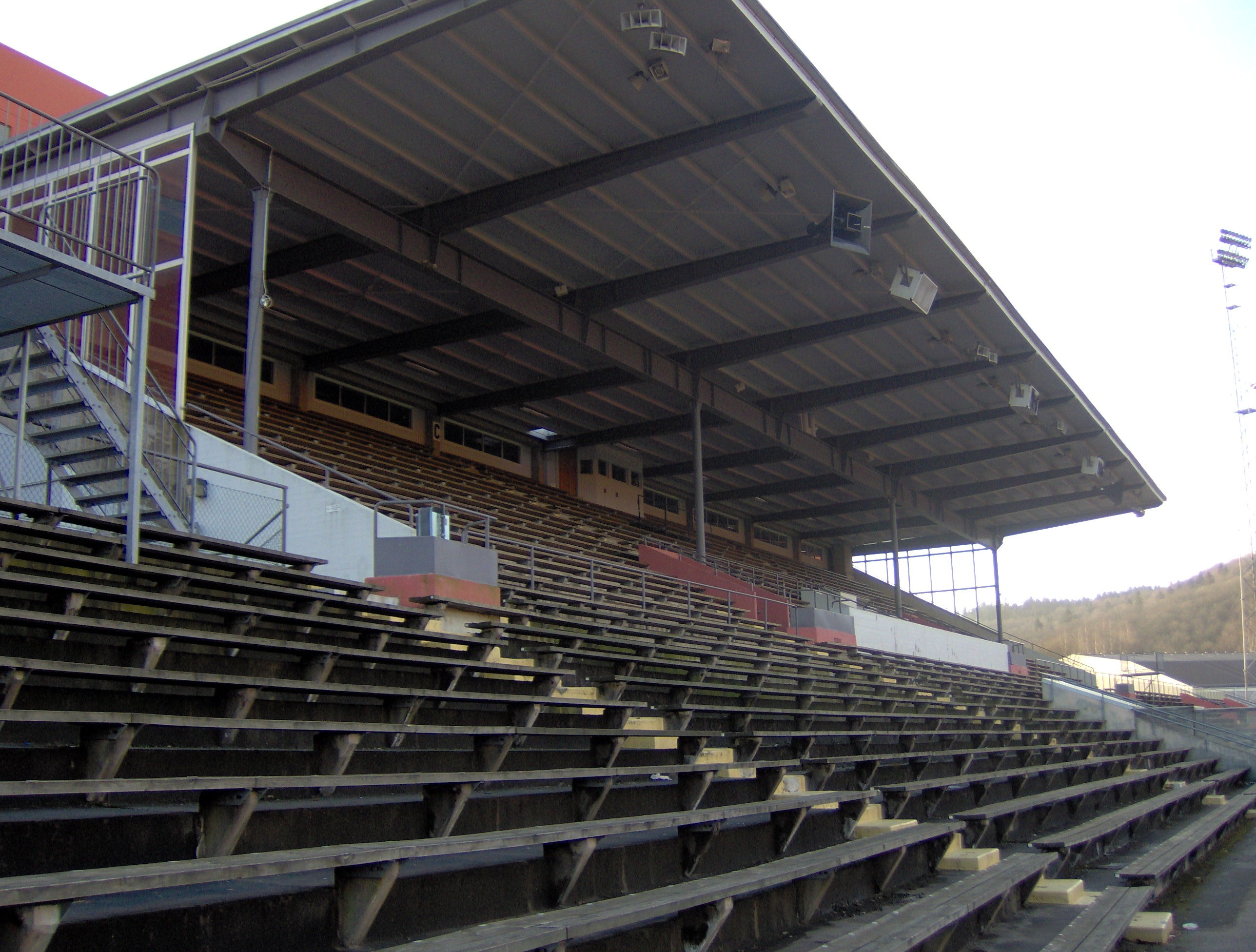
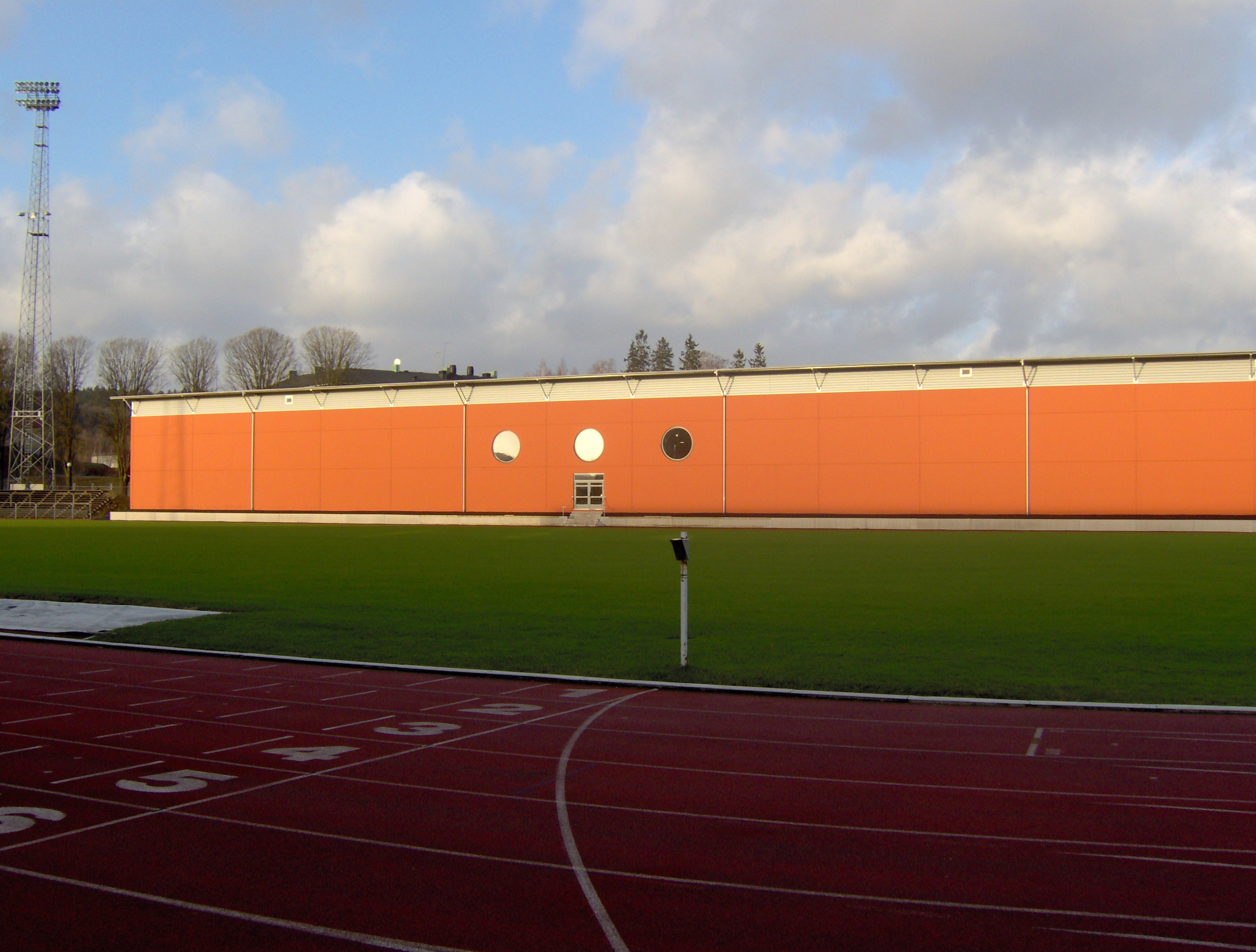
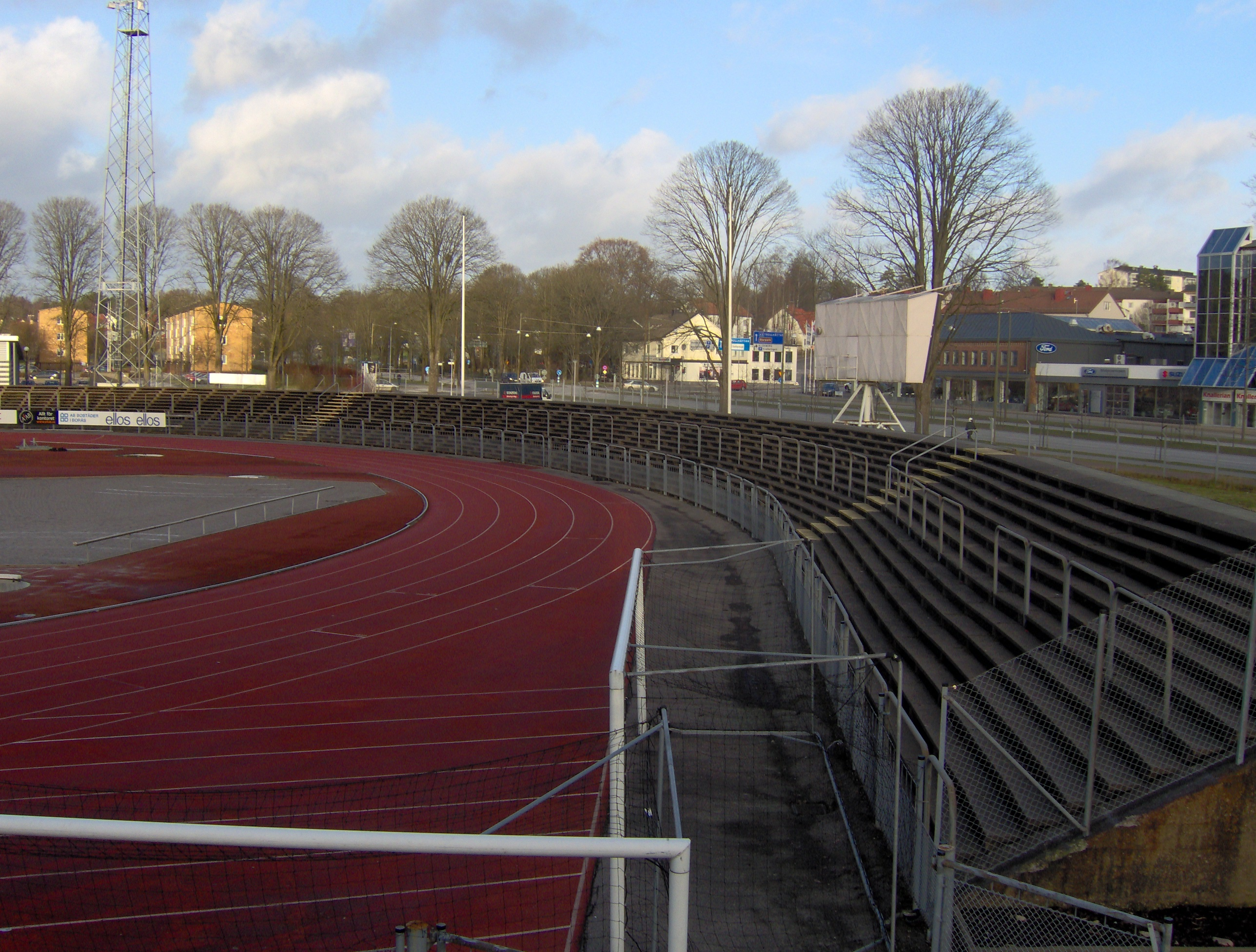
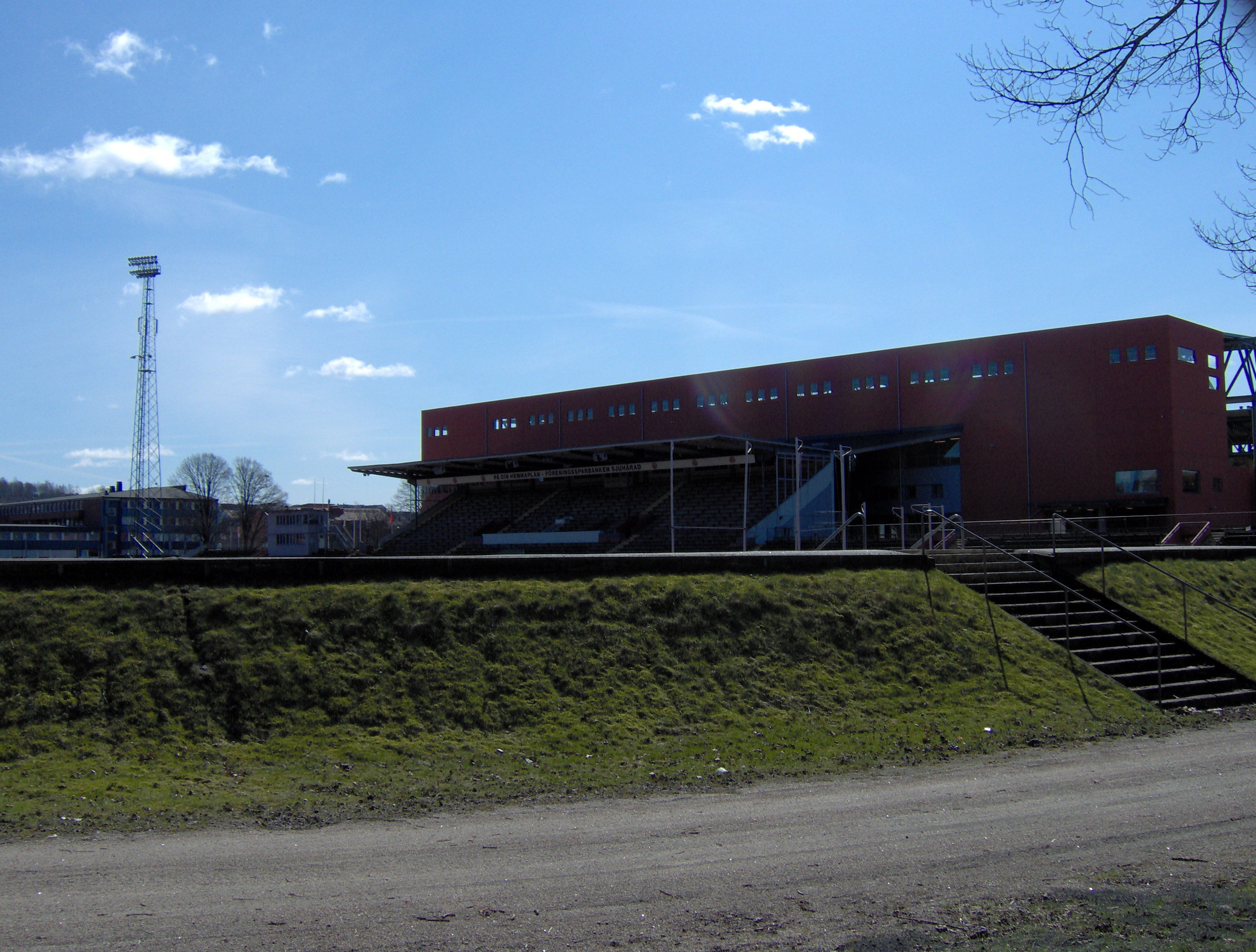
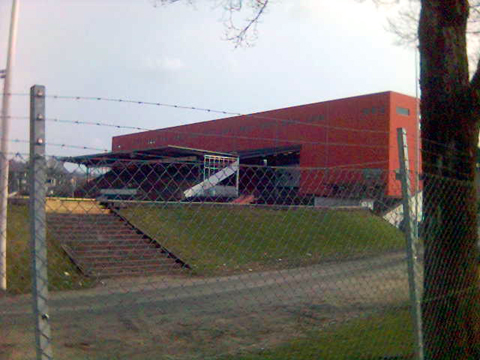